# ジャワマメジカ
ジャワマメジカ（Tragulus javanicus）は鯨偶蹄目マメジカ科マメジカ属の種。成体でもウサギほどの大きさしかなく、現生最小の偶蹄類である。ジャワ島に生息する。おそらくバリ島にも生息すると思われるが、目撃例がない。